# 김동민 (2005년)
김동민(金瞳珉, 2005년 2월 22일 ~ )은 대한민국의 축구 선수로, 포지션은 수비형 미드필더이다. 현재 K리그1 포항 스틸러스 소속이다.